# Моите съседи Ямада
„Моите съседи Ямада“ (на японски: ホーホケキョとなりの山田くん) е японски анимационен филм от 1999 година, комедия на режисьора Исао Такахата по негов собствен сценарий, базиран на комикса „Ноно-чан“ от Хисаичи Ишии.
В поредица обособени епизоди филмът описва ежедневните отношения между членовете на обикновено семейство. Следвайки стилистиката на оригиналния комикс, той се отклонява от обичайния за производителя „Студио Гибли“ традиционен аниме стил. Това е и първият изцяло цифров пълнометражен филм на студиото.